# Hyangchal
Le hyangchal (en hangeul : 향찰 ; hanja : 鄕札) est une forme archaïque d'écriture de la langue coréenne en hanja. Proche de l'écriture idu, les caractères chinois se voient attribuer une lecture phonétique. Ce système d'écriture est souvent utilisé pour rédiger les poèmes de type hyangga.